# Jacobus van Wijk Roelandszoon

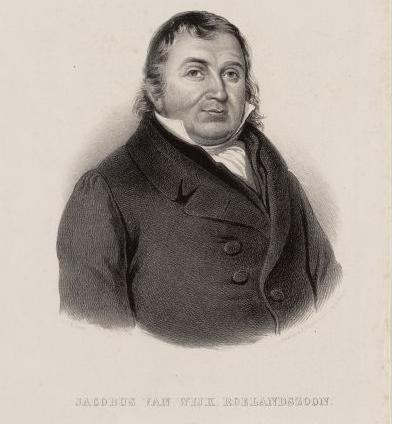
Jacobus van Wijk Roelandszoon

Jacobus van Wijk Roelandszoon (Oudewater, 1781 - 1847) was een Nederlandse geograaf, onderwijzer en schrijver. 
Op zijn dertiende was Jacobus van Wijk Roelandszoon al actief in het onderwijs. Als assistent-leraar verzorgde Jacobus verschillende (voornamelijk aardrijkskunde) lessen op zijn school in Oudewater. Door zijn manier van voorlezen/doceren werd van Wijk opgemerkt door een lid van de Maatschappij tot Nut van ‘t Algemeen (’t Nut). Op zijn vijftiende werd hij uitgenodigd en begon hij als een van de eerste studenten op de academie van ’t Nut. Deze uitnodiging was van grote invloed op zijn verdere succesvolle carrière. 
Van Wijk heeft verschillende geschiedenis- en aardrijkskundeboeken op zijn naam staan. Hij is ook bekend om zijn, voor die tijd, handig uitgewerkte (school)atlas.
- Bibliothèque nationale de France: cb15385917f (data)
- Biografisch Portaal: 08762801
- Gemeinsame Normdatei: 12477217X
- International Standard Name Identifier: 0000 0000 8130 9835
- Nederlandse Thesaurus van Auteursnamen: 070211620
- Système universitaire de documentation: 136529380
- Trove: 1241151
- Virtual International Authority File: 51994296
- WorldCat: E39PBJppytpRt7dTyrJBRKymVC